# Raadhuis van Nieuwer-Amstel
Het voormalige raadhuis van de gemeente Nieuwer-Amstel aan de Amsteldijk, aan de rand van De Pijp, in het stadsdeel Amsterdam-Zuid huisvestte van 1914 tot 2007 het Amsterdamse Gemeentearchief. Sinds 2017 opende het Pestana Amsterdam Riverside hotel op deze locatie. 

## Historie

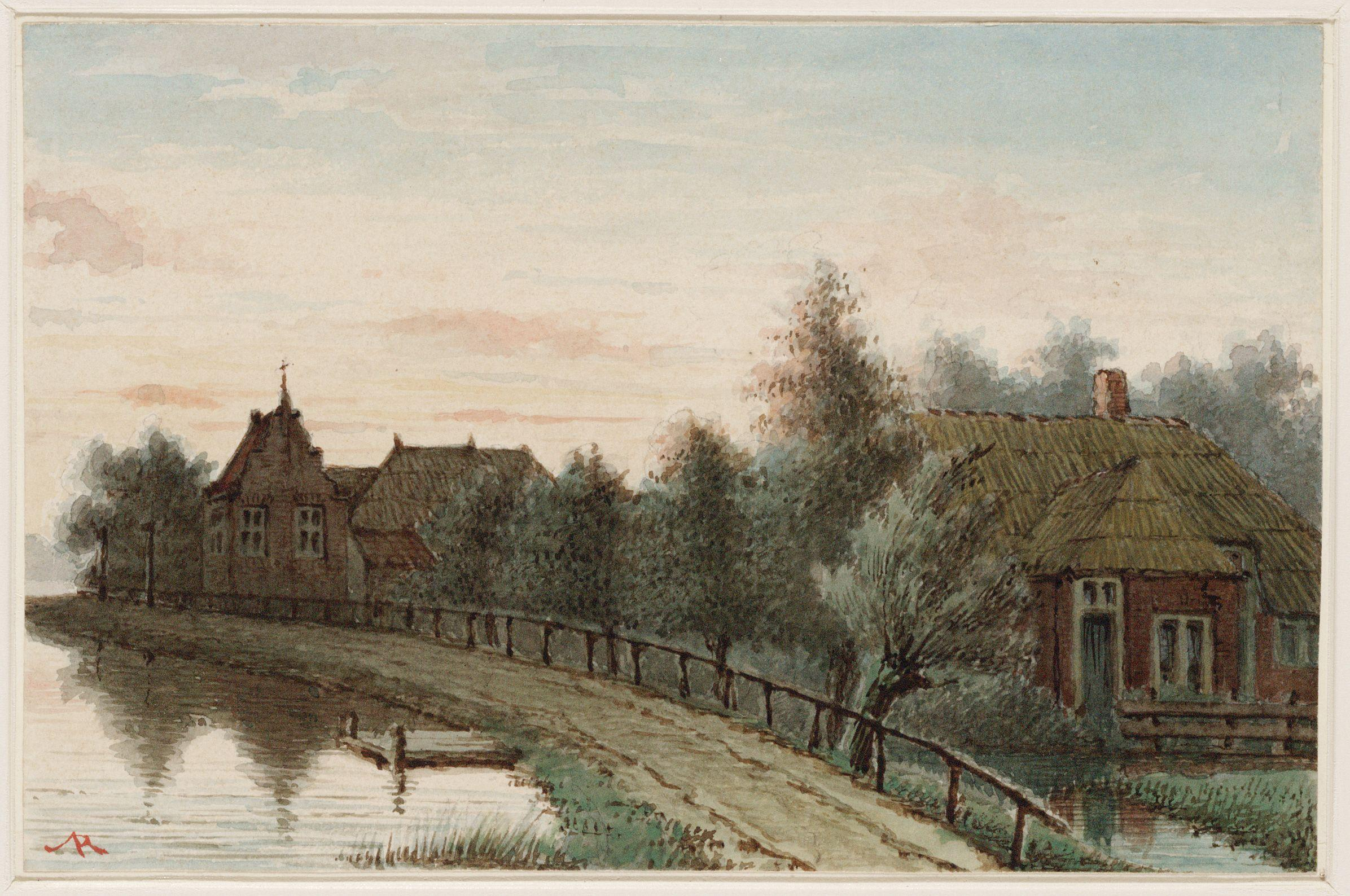
Bergenvaarderskamer

Eeuwenlang werd Nieuwer-Amstel bestuurd vanuit het rechthuis in Amstelveen dat werd afgebroken in 1787. Het gemeentebestuur ging toen vergaderen in de verspreid door de gemeente liggende herbergen waaronder laatstelijk de Bergenvaarderskamer.
Tot de annexatie van het noordelijke en dichtst bevolkte gedeelte van haar grondgebied door Amsterdam op 1 mei 1896 strekte de gemeente Nieuwer-Amstel (sinds 1964 Amstelveen geheten) zich uit tot de Ceintuurbaan en de Van Baerlestraat in wat nu Amsterdam-Zuid is. In de raadszitting van 29 oktober 1886 werd besloten een nieuw raadhuis te bouwen op de vrijgekomen plaats van de Bergenvaarderskamer. Deze locatie, aan de uiterste buitengrens van haar grondgebied, was om het verzet tegen door de gemeente Amsterdam gewenste gebiedsuitbreiding te benadrukken. Het raadshuis werd tussen 1889 en 1892 gebouwd.
Het gebouw is geconstrueerd in neorenaissance-stijl, met een hoge stoep en trapgevel. Het pand aan de Amsteldijk 67 werd ontworpen door de architect Roelof Kuipers en gebouwd door W.J. de Groot.
Vanaf 1914 was in dit pand het Amsterdamse Gemeentearchief gevestigd. Naast en achter het oorspronkelijke archiefgebouw zijn in de loop der tijd diverse uitbreidingen voor opslag gerealiseerd. Ook is een deel van het voormalige diamantslijperij-gebouw van Asscher, ontworpen door Gerrit van Arkel, aan de Tolstraat enkele jaren gebruikt door het Gemeentearchief.
In 2007 is het archief verhuisd naar het voormalige gebouw van de Nederlandsche Handel-Maatschappij, tegenwoordig bekend als De Bazel naar de naam van de architect van het gebouw, aan de Vijzelstraat. Na de verhuizing van het Gemeentearchief Amsterdam is de naam gewijzigd in Stadsarchief Amsterdam. Sedert 7 augustus 2007 is het Stadsarchief op de nieuwe locatie open voor publiek.

## Herbestemming
Voor het gebouw aan de Amsteldijk 67 en het terrein er achter, tussen de Tolstraat, het Dora Tamanaplein en de Rustenburgerstraat zijn door Stadsdeel Oud-Zuid nieuwe plannen mogelijk gemaakt. Enkele depot-gebouwen zijn inmiddels gesloopt. Het voormalige raadhuis met depotgebouw en de diamantslijperij van Asscher, beiden rijksmonument, blijven behouden, maar krijgen nieuwe functies. Het raadhuis en depotgebouw werden tijdens de economische crisis van 2008 herontwikkeld door Michael J. van Bruggen en Rogier J.A. Tromm tot een hotel en hierbij werden twee nieuwbouwvleugels en een ondergrondse parkeergarage toegevoegd. Van Bruggen en Tromm werkte hierbij nauw samen met Villanova Architecten uit Rotterdam.
Op 25 februari 2014 maakte het Portugese hotelconcern Pestana bekend dat zij er, na renovatie en uitbreiding vanaf begin 2018 een 5-sterren hotel zullen exploiteren, het horeca gedeelte van het hotel zal worden uitgebaat door de bekende chef-kok Peter Lute die daar zijn nieuwe restaurant zal openen.
Uiteindelijk is het Pestana Amsterdam Riverside hotel op 17 december 2017 open gegaan voor de eerste gasten. Na 2 jaar van bedrijfsvoering, net voor de corona-pandemie is het restaurant van Peter Lute, Arc by Lute gesloten, en is de Pestana Hotel Group zelf het restaurant gaan uitbaten, onder de naam Archive by Pestana, de naam verwijzend naar de geschiedenis van het monumentale pand. 

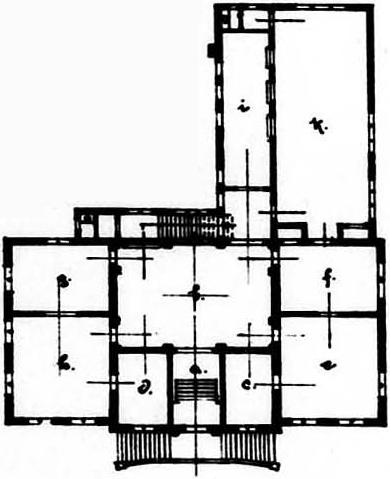
Plattegrond bel-etage.
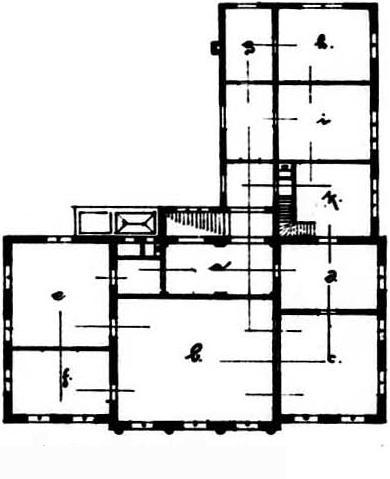
Plattegrond verdieping.

## Trivia
- In 1913 werd in Kerkrade een nieuw raadhuis in gebruik genomen.[5] Het ontwerp van Cornelius Duijker is qua uiterlijke architectuur een kopie van dit raadhuis.